# Semenarna Ljubljana
Semenarna Ljubljana je nekdanja delniška družba ter sedaj družba z omejeno odgovornostjo s sedežem v Ljubljani, ki se je v začetku obstoja ukvarjalo s prodajo semen, v zadnjem času pa je uradni vzdrževalec vseh 64 slovenskih avtohtonih vrst poljščin in več kot 35 vrst vrtnin ter podjetje z verigo malo in veleprodajnih trgovin za vrtičkarje in kmete (blagovni znamki Kalia in Rodovita). 

## Zgodovina

### Začetki: Sever in Comp.
Kot začetek poslovanja podjetja se šteje leto 1906, ko je poslovnež Maks Sever v Ljubljani pričel s prodajo semen na stojnici, nato pa odprl še prvo trgovino s semeni na drobno. Prodajna mreža se je hitro širila. Leta 1915 je Sever že imel podružnico v Zagrebu, leta 1919 pa v Trstu. Leta 1925 je sedež podjetja in čistilnico ter pakirnico prenesel na Gosposvetsko cesto 5, kjer je bil nato sedež podjetja do selitve na Dolenjsko cesto leta 1994. Leta 1935 je Sever ustanovil podružnico s trgovino in čistilnico semen v Beogradu, s pridelovalnim zaledjem v Vojvodini. Istega leta je kupil še 85 hektarov veliko posest na graščinskem posestvu v Selu pri Radohovi vasi, kjer je uredil klimatiziran rastlinjak, organiziral odbiranje semenskega materiala in pridelavo semen ter v na novo urejenih prostorih zgradil čistilnico semen in skladišče. 
V začetku je Sever vso seme uvažal iz različnih evropskih dežel. S selekcijo in pridelovanjem semen na lastnem posestvu in pri kooperantih v Sloveniji in v takratni Jugoslaviji pa je začel širiti poznavanje svojega podjetja tudi zunaj Slovenije, po Evropi in v zadnjih letih tudi v ZDA.

### 1945: nacionalizacija in preimenovanje v Semenarno
Po drugi svetovni vojni je bila Severjevo podjetje nacionalizirano, Sever pa se je še pojavljal v vlogi svetovalca. Osnovna naloga tedanje Semenarne je bila organizacija razmnoževanja, selekcija, preizkušanje in pridelovanje semen na svojih obratih in pri Kmetijskih zadrugah v Sloveniji, poleg tega pa še organizacija nakupa, razdeljevanje ter prodaja vseh vrst semen. Reorganizacija v letu 1953 je za Semenarno pomenila tudi pridobitev zunanjetrgovinske registracije. Podjetje je že v preteklosti imelo organizirana predstavništva na področju jugovzhodne Evrope. 
Leta 1991, ko se je Slovenija osamosvojila, je Semenarna izgubila trge na območju republik nekdanje Jugoslavije, kar je pomenilo zlasti velik upad veleprodaje. Ker je Semenarna v tistem obdobju želela preživeti, se je morala odločiti za uvedbo dodatnih programov, in sicer za prodajo hrane za male živali, vrtne tehnike in agrokemije. Širila se je maloprodajna mreža; tako je Semenarna leta 1994 odprla prvi vrtni center ob svojem novem sedežu na Dolenjski cesti. 
V letu 1995 se je Semenarna Ljubljana preoblikovala v delniško družbo.
V letu 2009 so se tudi zaradi posledic svetovne gospodarske krize pričeli postopki za zaprtje hčerinskega podjetja Semenarna Hungaria, istočasno pa so se pojavila prva razmišljanja še o zaprtju hčerinskega podjetja Semenarna Kosove. V tem času je podjetje doseglo vrhunec po številu zaposlenih, okoli 500. V letu 2010 je Semenarna Ljubljana poslovala le še s povezanima podjetjema v Srbiji in na Hrvaškem. V letu 2011 je Semenarna Ljubljana doživela reorganizacijo. Leto 2011 je podjetje Semenarna Ljubljana zaključilo s 24 vrtnimi centri v okviru verige Kalia in 14 centrov v okviru verige Rodovita. Semenarna je leta 2012 končala poslovanje s 14 milijoni evrov izgube in v začetku leta 2013 pričelo s postopkom prisilne poravnave. V letu 2013 je le malo manjkalo, da na podlagi niza nenavadnih poslovnih dogodkov ni pristala v italijanski lasti. Po dokapitalizaciji, za katero je poskrbela Deželna banka Slovenije, je Semenarna v bankini stoodstotni lasti in s tem tudi v lasti zadrug. Podjetje se je iz delniške družbe preoblikovalo tudi v družbo z omejeno odgovornostjo. Postopek prisilne poravnave je ob 110. obletnici poslovanja v letu 2016 še potekal, vendar je podjetje že poslovalo z dobičkom. Podjetje s svojo dejavnostjo še vedno skrbi za ohranjevanje avtohtonih več kot 60 vrst poljščin in 35 vrst vrtnin.